# میلت کال
میلت کال (انگلیسی: Milt Kahl؛ ‏ ۲۲ مارس ۱۹۰۹ – ۱۹ آوریل ۱۹۸۷) انیماتور برجستهٔ اهل ایالات متحده آمریکا و یکی از نه پیرمرد دیزنی بود.

## زندگی هنری
او خالق شخصیت‌های کارتونی مشهوری در تولیدات والت دیزنی است. به عنوان مثال، در کارتون رابین هود، شخصیت‌های رابین هود، داروغهٔ ناتینگهام، پدر تاک، جان کوچیکه، ماریان، خروس، اسکیپی و شاه ریچارد، همگی توسط او نقاشی و خلق شده‌اند. همچنین شخصیت‌های «فرستهٔ مهربون» (در سیندرلا)، آلیس و خرگوش (در آلیس در سرزمین عجایب)، پیتر پن (در پیتر پن)، بامبی و گوزن (در بامبی) و مادان بونفامیل، ادگار، جرج و توماس (در گربه‌های اشرافی) از آثار اوست.